# Anglards-de-Saint-Flour
 Anglards-de-Saint-Flour  es una población y comuna francesa, en la región de Auvernia, departamento de Cantal, en el distrito de Saint-Flour y cantón de Saint-Flour-Nord.

## Demografía
| 266 | 227 | 217 | 225 | 276 | 283 |
| Para los censos de 1962 a 1999 la población legal corresponde a la población sin duplicidades (Fuente: INSEE [Consultar]) |     |     |     |     |     |